# Donges
Donges est une commune de l'Ouest de la France, située dans le département de la Loire-Atlantique, en région Pays de la Loire.

## Géographie

### Situation

Situation de la commune de Donges dans le département de la Loire-Atlantique.

Donges est situé sur la rive nord de l'estuaire de la Loire, à 10 km à l'est de Saint-Nazaire.
Délimitée au sud par la Loire, à l'ouest, au nord et à l'est par des canaux et des zones humides, la commune comporte de nombreux espaces marécageux appartenant aux "marais de Donges". Ces espaces forment avec la Grande Brière la deuxième plus grande zone humide de France après la Camargue, où sont préservées de nombreuses espèces protégées, animales et végétales. Donges est adhérente du syndicat mixte du parc naturel régional de Brière créé en 1970. 

### Géographie physique
La ville est implantée dans une zone alluvionnaire où affleure la roche-mère.

### Climat
Pour des articles plus généraux, voir Climat des Pays de la Loire et Climat de la Loire-Atlantique.
En 2010, le climat de la commune est de type climat méditerranéen altéré, selon une étude du CNRS s'appuyant sur une série de données couvrant la période 1971-2000. En 2020, Météo-France publie une typologie des climats de la France métropolitaine dans laquelle la commune est exposée à un climat océanique et est dans la région climatique  Bretagne orientale et méridionale, Pays nantais, Vendée, caractérisée par une faible pluviométrie en été et une bonne insolation.
Pour la période 1971-2000, la température annuelle moyenne est de 12,2 °C, avec une amplitude thermique annuelle de 12,8 °C. Le cumul annuel moyen de précipitations est de 712 mm, avec 11,8 jours de précipitations en janvier et 5,8 jours en juillet. Pour la période 1991-2020, la température moyenne annuelle observée sur la station météorologique de Météo-France la plus proche, « Saint-Nazaire-Montoir », sur la commune de Montoir-de-Bretagne à 5 km à vol d'oiseau, est de 12,6 °C et le cumul annuel moyen de précipitations est de 792,0 mm,. Pour l'avenir, les paramètres climatiques de la commune estimés pour 2050 selon différents scénarios d'émission de gaz à effet de serre sont consultables sur un site dédié publié par Météo-France en novembre 2022.
| Mois                                  | jan.             | fév.             | mars          | avril           | mai             | juin          | jui.           | août           | sep.           | oct.            | nov.            | déc.             | année      |
| ------------------------------------- | ---------------- | ---------------- | ------------- | --------------- | --------------- | ------------- | -------------- | -------------- | -------------- | --------------- | --------------- | ---------------- | ---------- |
| Température minimale moyenne (°C)     | 3,7              | 3,4              | 5,1           | 6,6             | 9,8             | 12,5          | 14,1           | 13,9           | 11,4           | 9,5             | 6,1             | 4                | 8,3        |
| Température moyenne (°C)              | 6,6              | 6,9              | 9,1           | 11,2            | 14,5            | 17,5          | 19,3           | 19,2           | 16,7           | 13,5            | 9,6             | 7,1              | 12,6       |
| Température maximale moyenne (°C)     | 9,5              | 10,4             | 13,2          | 15,8            | 19,2            | 22,5          | 24,4           | 24,5           | 21,9           | 17,4            | 13,1            | 10,2             | 16,8       |
| Record de froid (°C) date du record   | −13,8 16.01.1985 | −13,7 10.02.1986 | −9,4 01.03.05 | −3 11.04.1973   | −0,9 14.05.1995 | 2 02.06.1962  | 6,5 03.07.1968 | 4,7 31.08.1986 | 1,1 11.09.1972 | −5,9 30.10.1997 | −7,9 23.11.1988 | −10,6 28.12.1962 | −13,8 1985 |
| Record de chaleur (°C) date du record | 16,8 27.01.03    | 20,7 27.02.19    | 24 30.03.21   | 27,5 22.04.1984 | 31,2 26.05.17   | 37,7 27.06.19 | 41 18.07.22    | 38,4 09.08.03  | 33,4 12.09.22  | 29,4 08.10.23   | 20,9 01.11.15   | 16,9 07.12.00    | 41 2022    |
| Ensoleillement (h)                    | 728              | 102              | 1 487         | 1 745           | 2 068           | 2 329         | 2 331          | 2 339          | 1 977          | 1 279           | 898             | 724              | 18 926     |
| Précipitations (mm)                   | 87,7             | 68,3             | 58,6          | 56,6            | 54,9            | 40            | 38,6           | 44,1           | 63,4           | 87,7            | 95,4            | 96,7             | 792        |

## Urbanisme

### Typologie
Au 1er janvier 2024, Donges est catégorisée bourg rural, selon la nouvelle grille communale de densité à sept niveaux définie par l'Insee en 2022.
Elle appartient à l'unité urbaine de Saint-Nazaire, une agglomération intra-départementale regroupant 17  communes, dont elle est une commune de la banlieue,,. Par ailleurs la commune fait partie de l'aire d'attraction de Saint-Nazaire, dont elle est une commune de la couronne,. Cette aire, qui regroupe 24 communes, est catégorisée dans les aires de 200 000 à moins de 700 000 habitants,.
La commune, bordée par l'estuaire de la Loire, est également une commune littorale au sens de la loi du 3 janvier 1986, dite loi littoral. Des dispositions spécifiques d’urbanisme s’y appliquent dès lors afin de préserver les espaces naturels, les sites, les paysages et l’équilibre écologique du littoral, tel le principe d'inconstructibilité, en dehors des espaces urbanisés, sur la bande littorale des 100 mètres, ou plus si le plan local d’urbanisme le prévoit.

### Occupation des sols

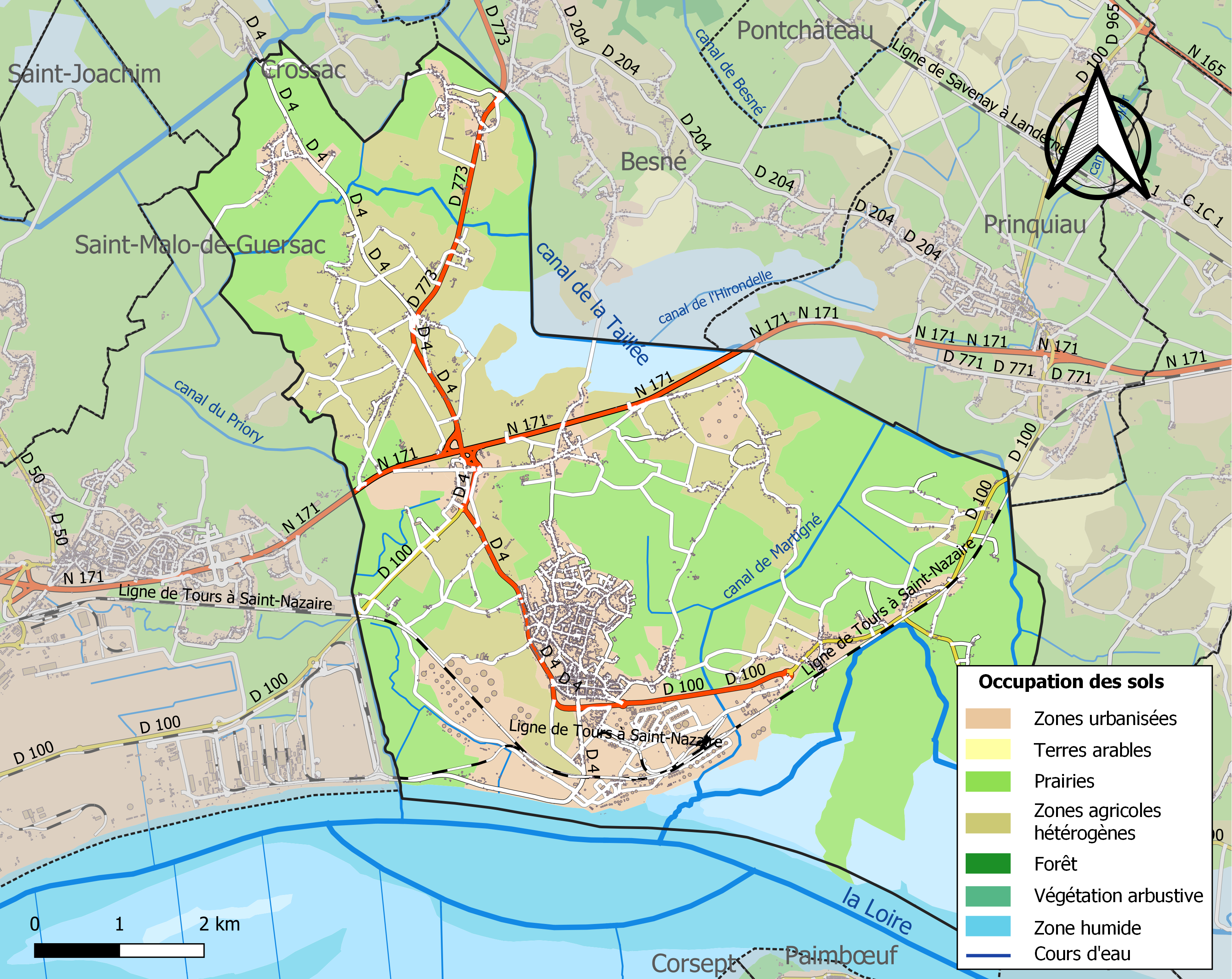
Carte des infrastructures et de l'occupation des sols de la commune en 2018 (CLC).

Le tableau ci-dessous présente l'occupation des sols de la commune en 2018, telle qu'elle ressort de la base de données européenne d’occupation biophysique des sols Corine Land Cover (CLC).
| Type d’occupation                                              | Pourcentage | Superficie (en hectares) |
| -------------------------------------------------------------- | ----------- | ------------------------ |
| Tissu urbain discontinu                                        | 17,3 %      | 389                      |
| Zones industrielles ou commerciales et installations publiques | 5,7 %       | 500                      |
| Extraction de matériaux                                        | 1,4 %       | 39                       |
| Prairies et autres surfaces toujours en herbe                  | 43,0 %      | 2536                     |
| Systèmes culturaux et parcellaires complexes                   | 22,5 %      | 1324                     |
| Marais intérieurs                                              | 8,2 %       | 485                      |
| Zones intertidales                                             | 1,2 %       | 68                       |
| Estuaires                                                      | 9,4 %       | 555                      |
| Source : Corine Land Cover                                     |             |                          |

### Risques naturels et technologiques
Du fait de la situation géographique de la commune et de l'activité du Grand port maritime de Nantes-Saint-Nazaire, Donges est soumise à plusieurs risques naturels et technologiques.
Un DICRIM a été réalisé en 2015.

#### Risques naturels
La commune de Donges est soumises aux risques naturels ci-après :
- risque Tempête fort comme l'ensemble du département de Loire-Atlantique ;
- risque Inondation par débordement des cours d'eau parcourant la commune, par remontée de nappe phréatique et par submersion marine sur la zone sud bordant l'estuaire de la Loire ;
- risque Séisme modéré.

#### Risques technologiques
La commune héberge 4 sites Seveso seuil haut regroupés en deux PPRT.
Un cinquième site Seveso, seuil bas celui-ci, est en prévision : le projet « Take Kair ».
Le PPRT du port de Donges est approuvé en 2014 et est réalisé autour des établissements ci-après :
- la raffinerie TotalEnergies ;
- le parc des Bossènes de l'oléoduc Donges-Melun-Metz, dit « parc A » ;
- Antargaz.

Ce PPRT impacte le sud et l'ouest du centre-ville ainsi que plusieurs hameaux.
Le PPRT du parc du Camp de Sem de l'oléoduc Donges-Melun-Metz, dit « parc B » est approuvé en 2019.
Ce PPRT impacte principalement les habitations situées dans et à proximité du lieu-dit Sem.
Le sud-ouest de la commune est également soumise au PPRT du port de Montoir-de-Bretagne qui a été approuvé en 2015 et réalisé autour des établissements Elengy, IDEA Services vrac et Yara.
En relation avec les établissements précédemment cités, la commune de Donges est également soumise au risque Transport de Matières Dangereuses par :
- le transport routier ;
- la voie ferrée ;
- les gazoducs reliés au terminal méthanier de Montoir-de-Bretagne ;
- l'oléoduc Donges-Melun-Metz ainsi que l'oléoduc entre le port de Donges et le dépôt pétrolier de Vern-sur-Seiche[20].

## Toponymie
Le nom de la localité est attesté sous les formes Dongia en 1104, Dongio en 1070, Dongium au XIe siècle, Dongia en 1104, Dongiacum en 1115.
Donges vient du latin dongio (donjon).
Donges possède un nom en gallo, la langue d'oïl locale : Donje selon la graphie ABCD ou Donj selon les écritures MOGA et ELG. La prononciation est la même en gallo et en français [dɔ̃ʒ]
Le nom en breton, Donez, est attesté depuis 1995.

## Histoire

### Préhistoire et Antiquité

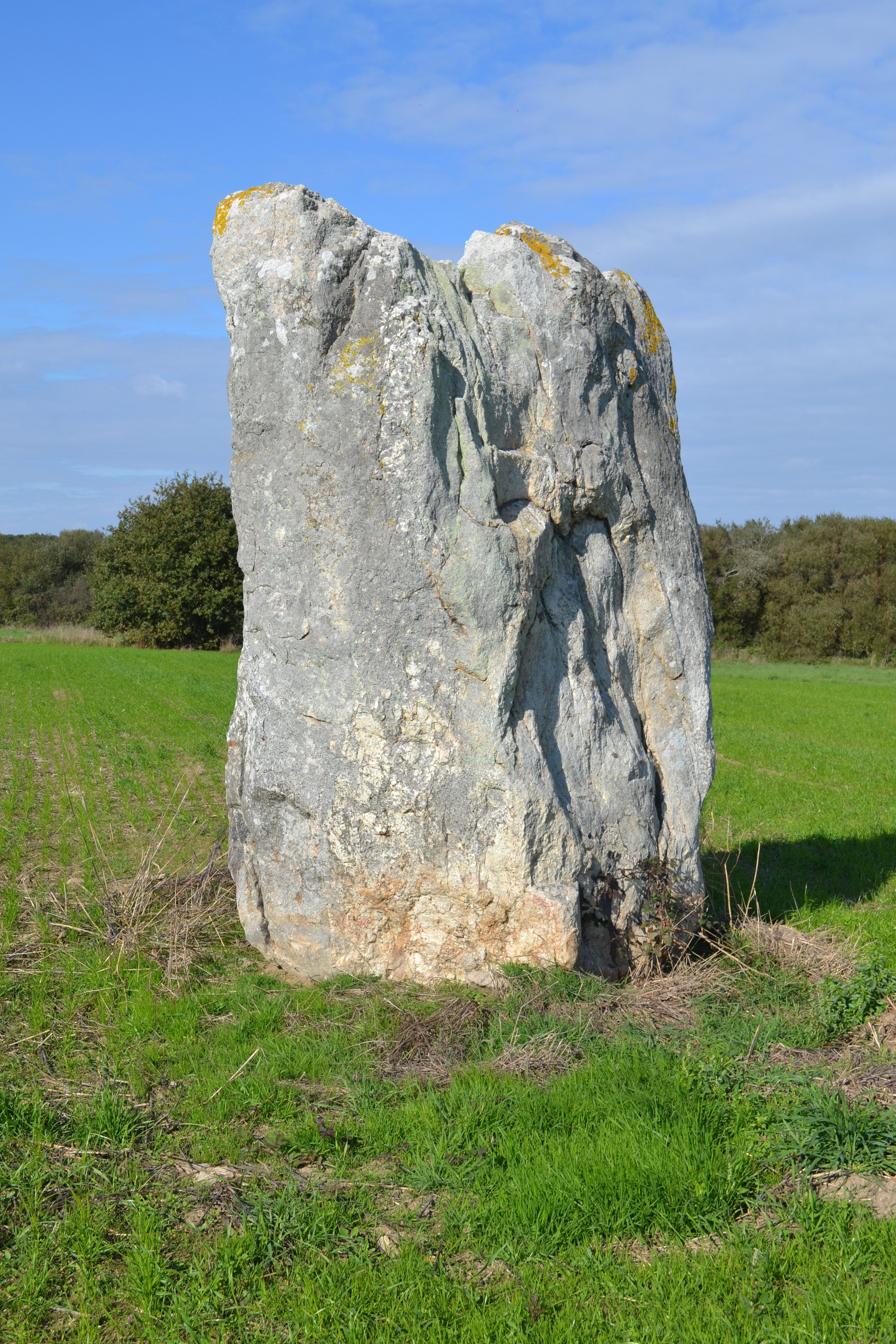
Menhir de Condé.

Le site est occupé depuis le Paléolithique, mais il faut attendre le Néolithique pour trouver des traces d'un peuplement actif.
De nombreux sites mégalithiques sont répertoriés sur le territoire de Donges : outre le menhir de la Vacherie, classé monument historique, aujourd'hui au milieu de la raffinerie, subsistent le menhir de Condé (« la dent de Gargantua »), le menhir christianisé de la Garenne (« la pierre qui sonne ») et les vestiges d'une ancienne allée couverte près de la Guesne, sur l'île de Revin.
L'extraction du plomb est avérée à l'époque romaine.
Des vestiges gallo-romains ont été découverts entre le Tertre et Maca, au pied de la butte de la Grée.
Au moment des premières invasions saxonnes, vers 276, un trésor monétaire est enfoui sur l'île d'Er. Au XIXe siècle, on y découvre des monnaies des empereurs gaulois Posthume et Tetricus.

### Haut Moyen Âge - peuplement breton
Au IXe siècle, le territoire de Donges est ravagé par les Vikings qui s'établissent durablement dans l'estuaire de la Loire. Ces hommes du Nord sont vaincus par Alain Barbe-Torte qui devient comte de Nantes et duc de Bretagne.
Donges est ensuite habitée au moins pour un temps par des populations de langue bretonne. En effet, par l’étude des noms des villages et lieux-dits, la toponymie a permis d’établir de façon assez précise la limite orientale d’expansion des parlers bretons. Cette limite a été déterminée en 1907 par l’universitaire Joseph Loth (1847-1934). La « ligne Loth » part de la Loire à l'est de Donges, pour aboutir à la Manche, à l'est de Roz-sur-Couesnon.
Outre Assac, Canzac et Patignac (la butte des Grands Moulins), noms gallo-romains terminés par le suffixe -acum maintenu et conservé grâce au parler breton, on relève dans de nombreux hameaux et lieux-dits d'autres noms clairement issus du Breton, comme Trélagot et Tréveneuc (l'appellatif toponymique préfixé Tré- signifiant en breton « trève » c'est-à-dire section de paroisse), Kerdavid (l'appellatif Ker signifie « village »), Er, Errun, Hêlé (autrefois Henlès ou Henleix qui signifierait « vieille cour » ou plutôt « vieux manoir »), Revin (de Rivin, "ruines"), Redureau (autrefois Ardureau ou Arduros, de Ardour, "tour en ruines"), Gaverly (autrefois Gavrelic, de Gawr, "chevreuil"), Maca (« champ » en ancien breton), Glazic (nom du marais situé entre Errun et le Pont-du-Gué, de glaz, "vert, couleur des plantes"), les Bossènes (Boceno rappellerait les ravages de la peste), Renrouët (métairie près des marais de Bernaceau, de Ran, "exploitation agricole", et Roue, "roi").

### Moyen Âge - Vicomté de Donges
Au XIe siècle, deux tours (mottes féodales) ont été construites en bord de l'estuaire de la Loire, peut-être à l'initiative du comte de Nantes. Sur la rive sud, une première tour est construite au Migron (aujourd'hui en Frossay). Sur la rive nord, une deuxième tour est construite sur un éperon rocheux qui permet de surveiller l'estuaire jusqu'à Mindin. Ce « donjon » est à l'origine du premier bourg de Donges.
Aux alentours de 1050, le vicomte de Nantes vient s'installer dans ce donjon de la rive nord de l'estuaire, qui devient le siège d'une vicomté héréditaire. Le territoire de la vicomté de Donges englobe une quinzaine de paroisses, couvrant les marais de l'estuaire de la Loire, de Saint-Nazaire jusqu'à Cordemais et au Temple-de-Bretagne.
Elle est bordée à l'ouest par le domaine ducal de Guérande et la Grande Brière Mottière, au nord par la baronnie de la Roche-Bernard et la baronnie de Pont-Château, à l'est par la baronnie de la Roche-en-Savenay et par les "Régaires" (seigneurie de l'évêque de Nantes autour de Saint-Étienne-de-Montluc), au sud par la Loire et la baronnie de Rais.
Vers 1070, le vicomte Frioul de Donges demande aux moines de Marmoutier d'établir un bourg et un prieuré près de son château. Le château sera détruit au milieu du XIIe siècle sur ordre de Conan III le Gros en représailles contre le vicomte de l'époque, Savary de Donges.
Les vicomtes s'établissent ensuite au château de Lorieuc ou Lorieux, sur une petite île dans les marais de Crossac.

### Siècle des lumières
Du 14 au 17 mars 1793 la ville sera occupée par les Blancs.
De 1771 à 1825 sont entrepris des travaux d'assèchement des marais.

### Industrialisation

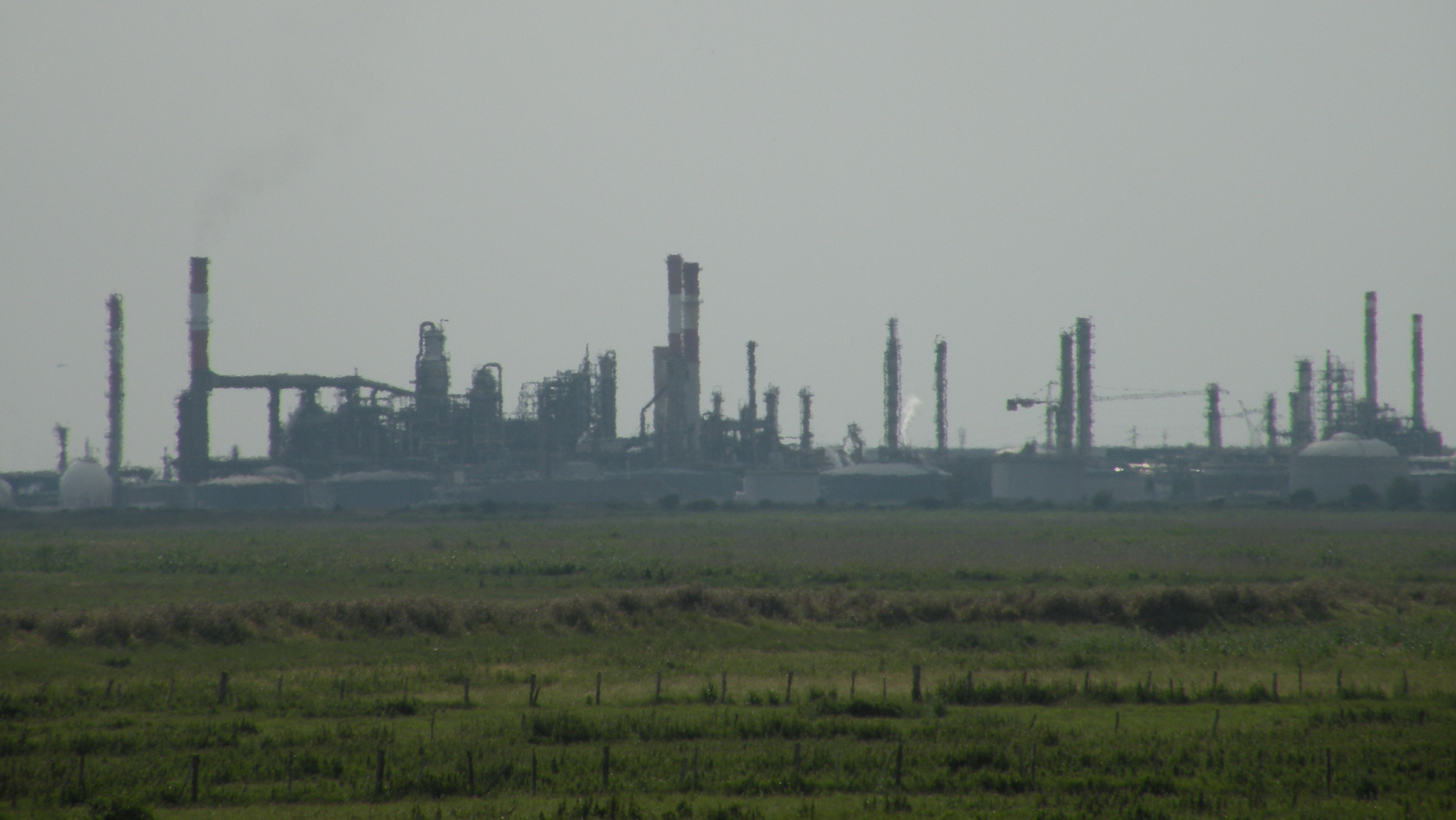
Raffinerie de pétrole de Donges

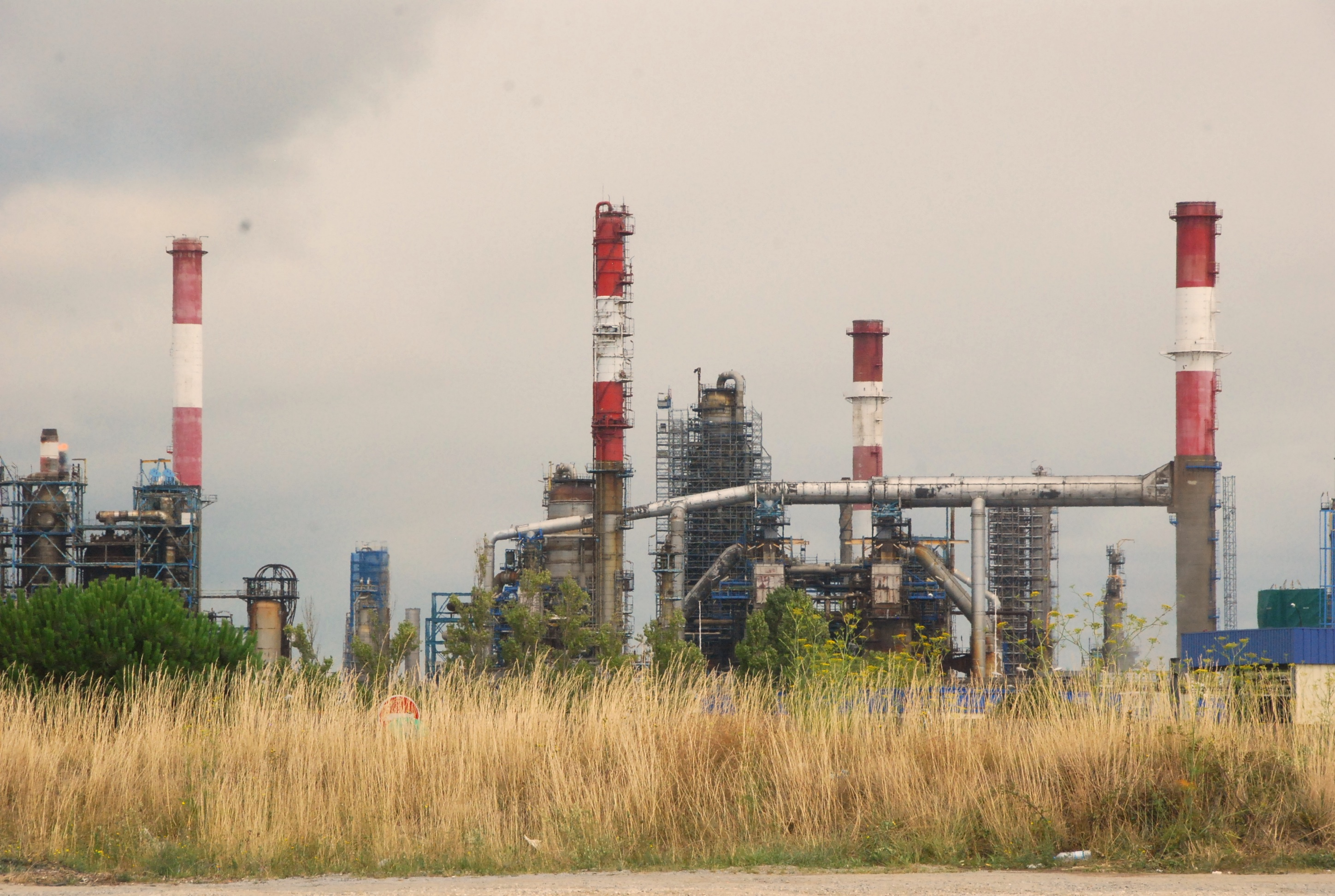
Raffinerie vue depuis le bord de Loire près de la gare

En 1853 un décret autorise le passage du train. C'est le début de l'industrialisation. En 1917, le port de Donges est construit pour désengorger le port de Saint-Nazaire, envahi par le matériel débarqué par les Américains et les Anglais.
Durant les années 1930, on y construisit des raffineries de pétrole.
Le bourg a été anéanti durant les bombardements des 24 et 25 juillet 1944 et reconstruit à 1 km à l'intérieur des terres. Seules la gare et la ligne ferroviaire Tours - Saint-Nazaire ont conservé leurs emplacements d’origine
La raffinerie de Donges appartenant à Total traite actuellement 11 millions de tonnes de pétrole brut par an, ce qui en fait la deuxième raffinerie de France. Elle est traversée par la ligne ferroviaire, la gare se trouvant même au milieu de l'emprise de la raffinerie. Un projet de contournement de la raffinerie par le nord sur une nouvelle section de 4,5 km, rapprochant ainsi la ligne du bourg et entrainant la construction d'une nouvelle gare, existe bien. Mais la mise en œuvre de cet aménagement est sans cesse repoussé pour des raisons budgétaires (investissement évalué à 100 millions d'euros), bien que l'existence des emprises ferroviaires gênent les projets d'expansion du site industriel voulu par Total. Afin de débloquer la situation, la firme pétrolière semblait être disposée au printemps 2015 à participer au financement des travaux de contournement dont le coût est estimé entre 120  et   150 millions d'euros. Un accord dans ce sens est attendu avant la fin de cette même année. Les procédures administratives et de travaux en vue de l'obtention d'une déclaration d'utilité publique pourrait intervenir en 2017. En avril 2015 le Groupe Total annonce un investissementde 500 millions d'euros pour la création, d'ici 2022, de deux nouvelles unités de fabrication et la déviation de la voie ferrée qui traverse le site.
La société Total Raffinage France bénéficie d'une concession de stockage souterrain de propane liquéfié, dite « concession de Donges », prolongée jusqu'au 20 janvier 2046 par un décret du 7 janvier 2021.

## Emblèmes

### Héraldique
| Blason | Blasonnement : Échiqueté d'or et d'azur. Commentaires : Armes des vicomtes de Donges (XIIe siècle). La délibération municipale porte en énoncé : écartelé d'or et d'azur, mais la commune utilise l'échiqueté. Délibération municipale du 9 décembre 1951. |

### Devise
La devise de Donges : Ad Rivum Ligeris Labore Nobile Potens Semper Eris. Sur les bords de la Loire, par le travail qui t'anoblit, tu seras toujours forte. (Devise ajoutée par M. Robert Louis.)

## Population et société

### Démographie
Selon le classement établi par l'Insee, Donges fait partie de l'aire urbaine, de l'unité urbaine, de la zone d'emploi et du bassin de vie de Saint-Nazaire. Toujours selon l'Insee, en 2010, la répartition de la population sur le territoire de la commune était considérée comme « peu dense » : 98 % des habitants résidaient dans des zones « peu denses » et 2 % dans des zones « très peu denses ».

#### Évolution démographique
L'évolution du nombre d'habitants est connue à travers les recensements de la population effectués dans la commune depuis 1793. Pour les communes de moins de 10 000 habitants, une enquête de recensement portant sur toute la population est réalisée tous les cinq ans, les populations de référence des années intermédiaires étant quant à elles estimées par interpolation ou extrapolation. Pour la commune, le premier recensement exhaustif entrant dans le cadre du nouveau dispositif a été réalisé en 2006.

En 2022, la commune comptait 8 117 habitants, en évolution de +3,37 % par rapport à 2016 (Loire-Atlantique : +6,68 %, France hors Mayotte : +2,11 %).
| 1793  | 1800  | 1806  | 1821  | 1831  | 1836  | 1841  | 1846  | 1851  |
| ----- | ----- | ----- | ----- | ----- | ----- | ----- | ----- | ----- |
| 2 112 | 2 054 | 1 904 | 2 230 | 2 650 | 2 667 | 2 700 | 2 809 | 2 808 |

| 1856  | 1861  | 1866  | 1872  | 1876  | 1881  | 1886  | 1891  | 1896  |
| ----- | ----- | ----- | ----- | ----- | ----- | ----- | ----- | ----- |
| 3 004 | 3 006 | 3 055 | 2 890 | 2 889 | 2 918 | 2 902 | 2 933 | 2 925 |

| 1901  | 1906  | 1911  | 1921  | 1926  | 1931  | 1936  | 1946  | 1954  |
| ----- | ----- | ----- | ----- | ----- | ----- | ----- | ----- | ----- |
| 2 883 | 2 886 | 2 862 | 2 745 | 2 770 | 2 703 | 2 896 | 3 022 | 4 590 |

| 1962  | 1968  | 1975  | 1982  | 1990  | 1999  | 2006  | 2011  | 2016  |
| ----- | ----- | ----- | ----- | ----- | ----- | ----- | ----- | ----- |
| 6 263 | 6 458 | 6 280 | 6 726 | 6 377 | 6 156 | 6 338 | 6 879 | 7 852 |

| 2021  | 2022  | - | - | - | - | - | - | - |
| ----- | ----- | - | - | - | - | - | - | - |
| 8 113 | 8 117 | - | - | - | - | - | - | - |

#### Pyramide des âges
La population de la commune est relativement jeune.
En 2018, le taux de personnes d'un âge inférieur à 30 ans s'élève à 40,2 %, soit au-dessus de la moyenne départementale (37,3 %). À l'inverse, le taux de personnes d'âge supérieur à 60 ans est de 21,3 % la même année, alors qu'il est de 23,8 % au niveau départemental.
En 2018, la commune comptait 3 960 hommes pour 4 078 femmes, soit un taux de 50,73 % de femmes, légèrement inférieur au taux départemental (51,42 %).
Les pyramides des âges de la commune et du département s'établissent comme suit.
| Hommes | Classe d’âge | Femmes |
| ------ | ------------ | ------ |
| 0,4    | 90 ou +      | 1,0    |
| 5,5    | 75-89 ans    | 8,6    |
| 12,9   | 60-74 ans    | 14,0   |
| 18,0   | 45-59 ans    | 16,1   |
| 22,2   | 30-44 ans    | 20,7   |
| 16,6   | 15-29 ans    | 16,4   |
| 24,3   | 0-14 ans     | 23,1   |

| Hommes | Classe d’âge | Femmes |
| ------ | ------------ | ------ |
| 0,6    | 90 ou +      | 1,8    |
| 6      | 75-89 ans    | 8,6    |
| 15,1   | 60-74 ans    | 16,4   |
| 19,4   | 45-59 ans    | 18,8   |
| 20,1   | 30-44 ans    | 19,3   |
| 19,2   | 15-29 ans    | 17,4   |
| 19,5   | 0-14 ans     | 17,6   |

## Économie
L'économie de la commune est fortement dépendante de la raffinerie de Donges exploitée par la société Total.

## Lieux et monuments
- Chapelle de Bonne-Nouvelle de Donges (XVIIIe siècle)
- Manoir de la Hélardière (XIVe – XVIe siècle)
- Ancien Prieuré Saint-Symphorien d'Er (caves du XIIe siècle), transformé en manoir au XIXème siècle.
- Manoir de la Simonais (XVIe siècle)
- Château de Martigné (XIXe siècle), dont les ruines ont été abattues pour raisons de sécurité le 8 juillet 2014.
- Croix des Faux (croix celtique autrefois située au village disparu des Bossènes, transférée près de l'église en 1987).
- Croix de la Pommeraye et de la Roulais (attestées au XVème siècle).
- Mairie inaugurée le 3 juillet 1954 par Gaston Monnerville, Président du Sénat de la IVème République.
- Église Saint-Martin consacrée le 27 octobre 1957 (fête du Christ-Roi) par Mgr Jean-Joseph Villepelet, évêque de Nantes. Mairie et église ont été conçues par les architectes Jean et Charles Dorian, chargés de la reconstruction du nouveau bourg de Donges à partir de 1950[49].
- Monument dédié aux morts de la Première Guerre Mondiale, inauguré dans l'ancien bourg le dimanche 26 avril 1925[50], transféré dans le nouveau bourg vers 1955.
- Le menhir de la Vacherie (autrefois surnommé "la Galoche de Gargantua") a été classé Monument historique en 1889. Il se trouve actuellement dans l'enceinte de la raffinerie de Donges.
- Menhir de Condé, surnommé "la Dent de Gargantua".
- La gare SNCF, dernier bâtiment de l'ancien bourg resté intact après les bombardements et l'extension des raffineries, démolie après l'entrée en service de la nouvelle halte ferroviaire en octobre 2022.
- Entrée du cimetière de Donges, fresques sur béton de Robert Lesbounit (1958).
- Site de Donges-Est, principale roselière de l’estuaire de la Loire, à 10 kilomètres du front de mer. Ce site naturel protégé (interdit au public) représente une halte migratoire primordiale pour les oiseaux qui suivent la voie migratoire Est-Atlantique, le long des côtes africaines et européennes. Depuis 2002, l'association ACROLA y assure le suivi de l'évolution des espèces de passereaux paludicoles, dans une station de baguage[51].

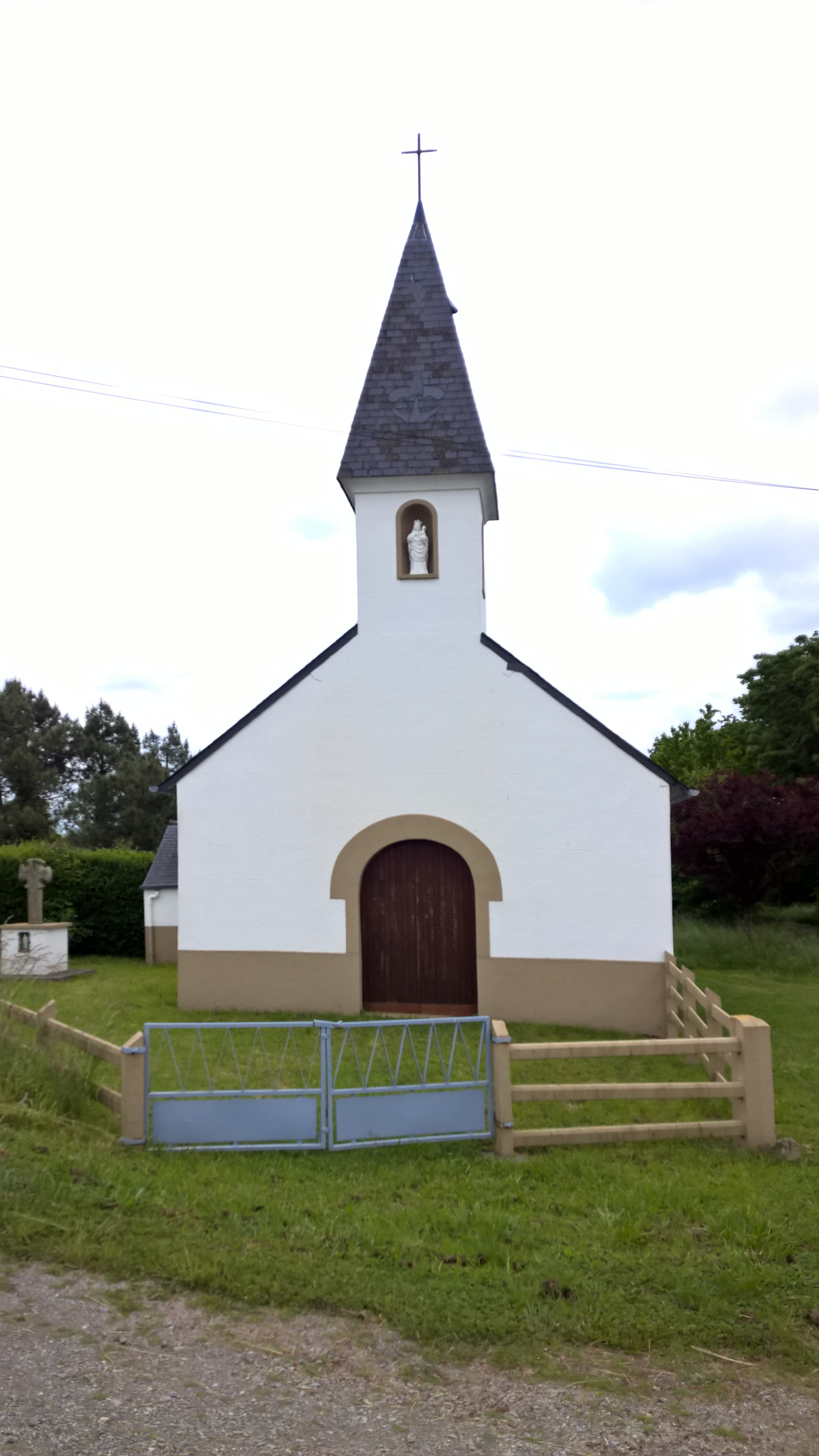
La chapelle Bonne-Nouvelle.
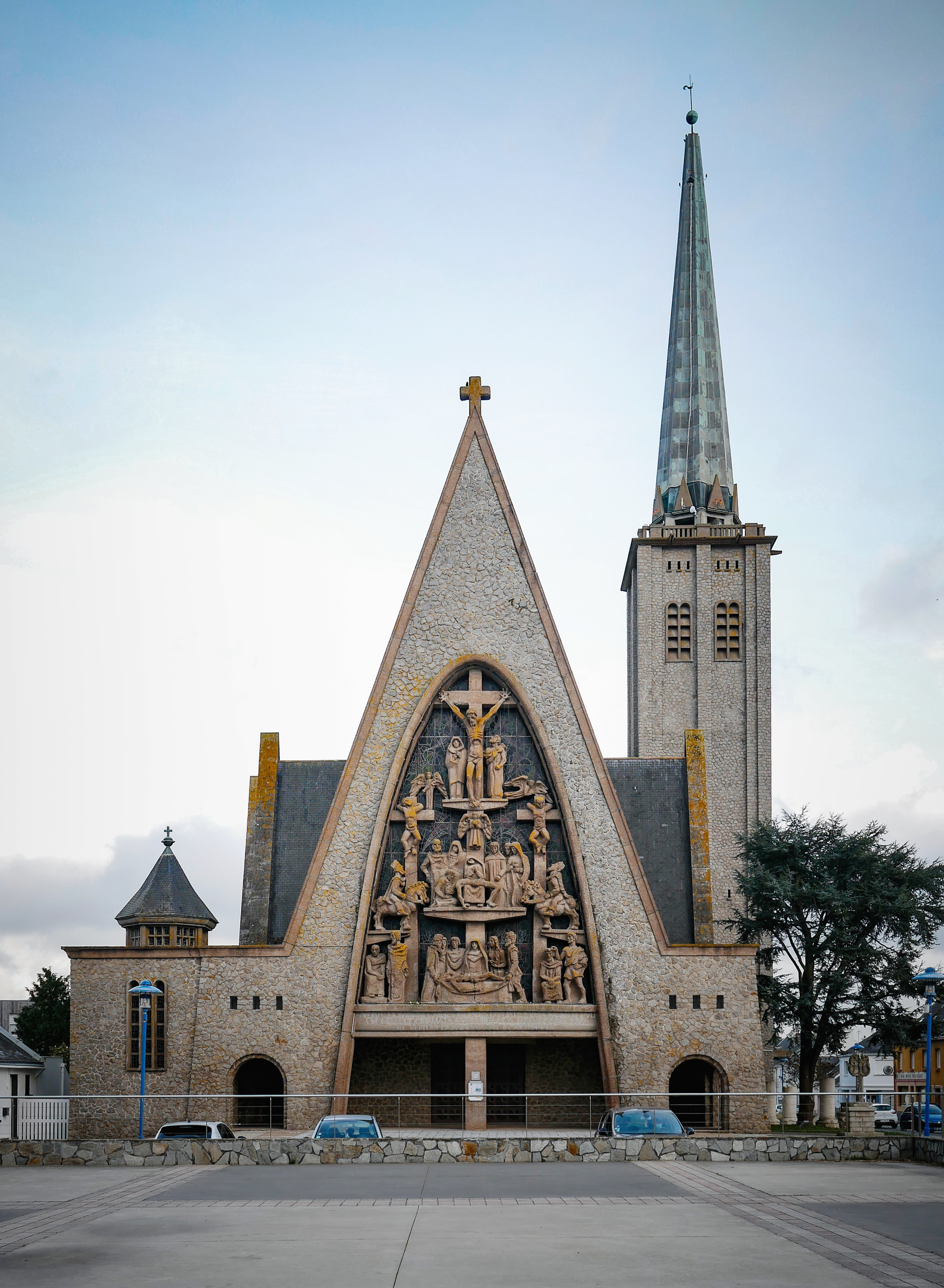
L'église Saint-Martin de Donges.
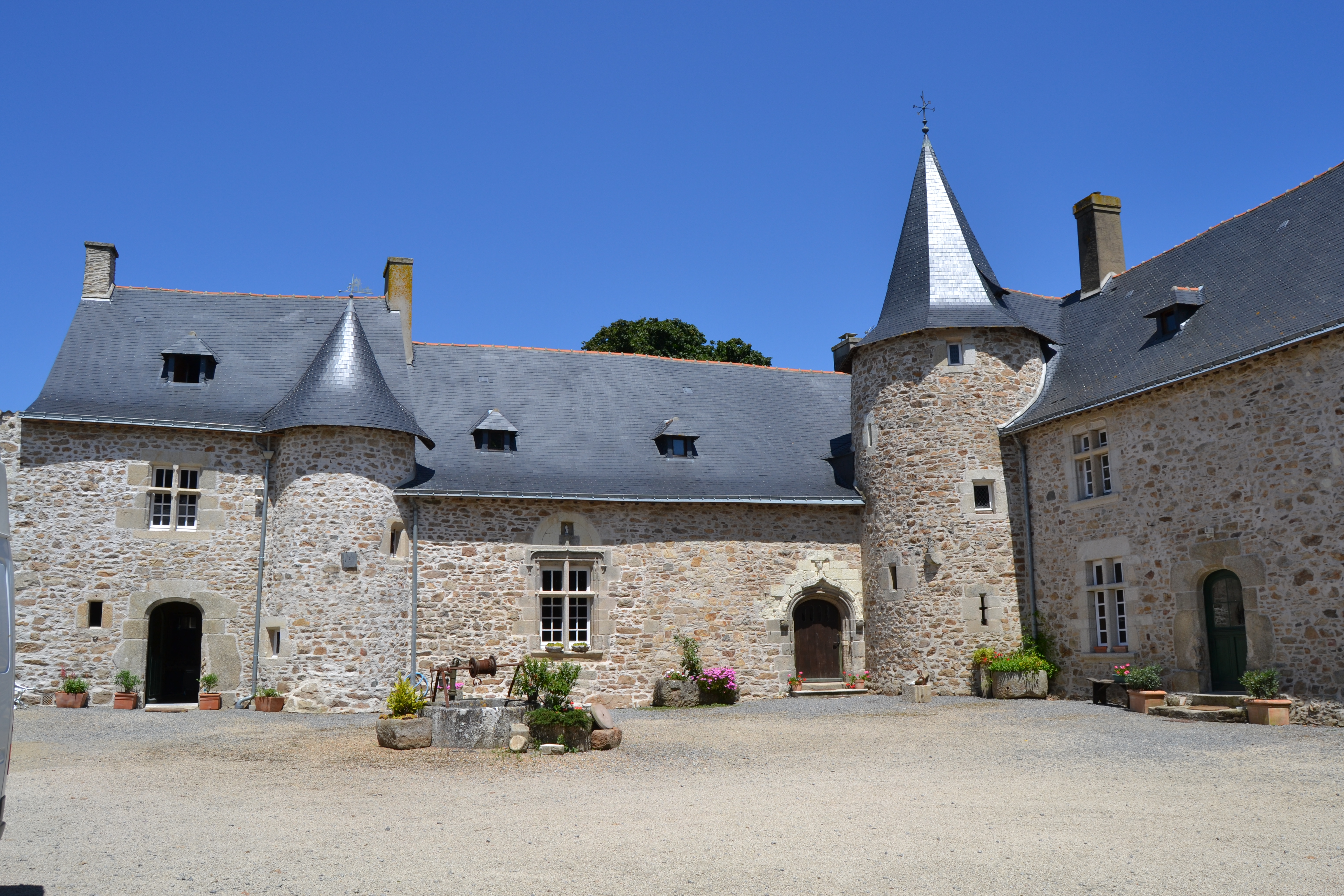
Le manoir de la Hélardière.
Entrée principale du cimetière de Donges.

## Jumelages
Cunewalde (Allemagne, État libre de Saxe (Freistaat Sachsen), Arrondissement de Bautzen
) depuis le 26 septembre 1993.

## Personnalités liées à la commune
- Emmanuel Halgan (1771-1852), né à Donges,  officier de marine, contre-amiral en 1819, député du Morbihan sous la Restauration (1819 – 1830), conseiller d'État (1824 – 1830), vice-amiral en 1829, gouverneur de la Martinique en 1834, inspecteur général des ports de l’Océan, nommé Pair de France par Louis-Philippe (1837), puis vice-président de la Chambre des Pairs[52].
- Évariste Boulay-Paty (1804-1864), poète romantique né à Donges.
- Mathilde Aussant (1898-2011), née à Donges, doyenne des Français entre le 4 novembre 2010 et le jour de sa mort, le 22 juillet 2011.
- Jacques Riboud, directeur de la raffinerie de Donges au sortir de la Seconde Guerre mondiale, face à l'inertie du Ministère de la Reconstruction, il s'implique personnellement dans la reconstruction du village (quartier de Trélagot) pour que ses ouvriers puissent retrouver un toit au plus vite. À la suite de cette première expérience, il deviendra urbaniste et promoteur.
- Roland Prédiéri, architecte français, recruté à sa sortie de l'école par Jacques Riboud, il a conçu les maisons du quartier de Trélagot qui seront livrées pré-fabriquées et assemblées par les habitants eux-mêmes (construction en Castors).

### Donges dans la bande dessinée
La ville de Donges et son château fort apparaissent dans un épisode de Biorn le Viking de Jean Ollivier et Eduardo Coelho, L’Anneau de Grettir.

### Donges dans les contes et croyances populaires
Le comte Raymond de Parscau du Plessix, Maire de la Commune (1892-1904, 1908-1912 et 1920-1925) a collecté le patrimoine immatériel de Donges qu'il a fait imprimer en 1911  (Héron-Mesnier  Frères, imprimeurs-éditeurs à  Nantes) sous le titre : "Recueil des Contes et  Croyances  populaires de Donges".

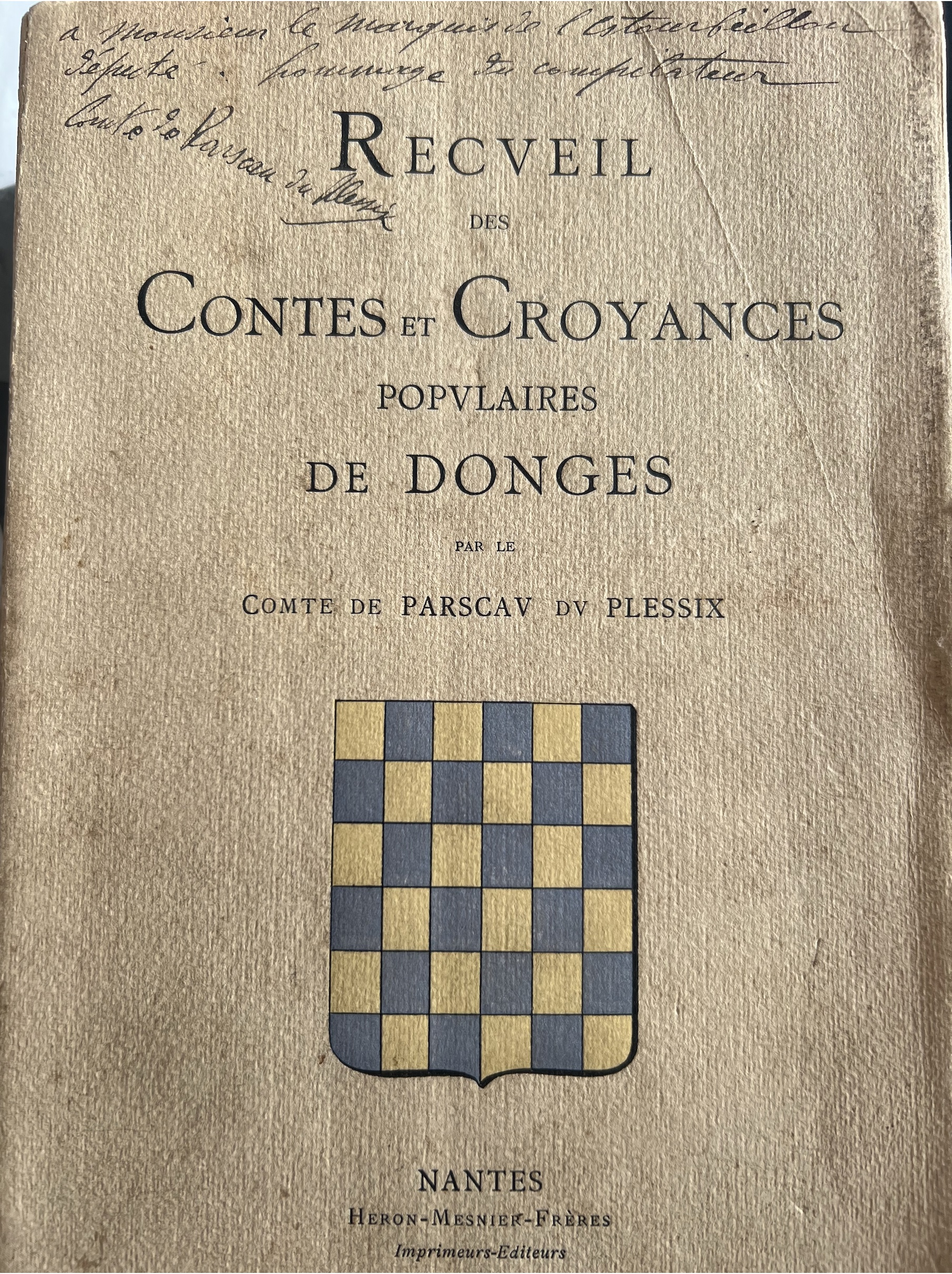
le livre du Comte de Parscau, dédicacé par l'auteur au Marquis de l'Estourbeillon, député du Morbihan (Vannes)

### Donges au cinéma
- Donges est cité par René-Guy (Michel Aumont) dans le film Palais royal ! de Valérie Lermercier ("Il reste deux assiettes ébréchées à Donges !", à 1:05:25).
- Alors que le film est principalement tourné à Saint-Nazaire, les scènes du cimetière du film Le Poulpe de Guillaume Nicloux (1998) sont tournées dans celui de Donges.

### Donges dans le sport
La ville compta un club de rugby à XIII, « Donges XIII » , fondé par un ingénieur qui participa à la construction de la raffinerie ; Pierre Jean.